# Mura di Legnago
Le mura di Legnago furono una cinta muraria costruita nel X secolo. La fortificazione proteggeva la rocca e successivamente il borgo di Legnago, in provincia di Verona. La struttura si estendeva su entrambe le sponde del fiume Adige, sul cui corso sorge il paese. Danneggiate nel corso del XV secolo, furono ricostruite durante il periodo di dominazione veneziana dall'architetto veronese Michele Sanmicheli. La città, grazie alla posizione strategica e alle imponenti mura cinquecentesche, divenne nel corso dell'Ottocento una fortezza austriaca del Quadrilatero. I bastioni furono infine abbattuti nel 1887 in seguito a due rotte dell'Adige che devastarono numerose abitazioni.

## Struttura
La cinta muraria originaria è datata al X secolo. I due strati di mura circondavano inizialmente l'area dell'antica rocca ed erano delimitati da quattro torri circolari di cui oggi solamente il bastione maestro rimane in piedi: il Torrione, attualmente simbolo del paese. La struttura copriva un'area quadrangolare. Due torri sorgevano sulla riva del fiume, nelle prossimità del ponte, mentre le altre (tra cui il Torrione) furono costruite a sud-ovest. Il borgo si estendeva sia a nord-ovest della fortezza - protetto da un fossato - sia sulla sponda opposta dell'Adige, dove sorgeva la rocca di Porto.
Dal XIII al XV secolo, il borgo legnaghese passò sotto il dominio di varie signorie italiane, tra cui gli Scaligeri, i Carraresi, gli Ezzelini e i Visconti. Sotto l'influenza viscontea, in particolare, la rocca subì importanti lavori di assestamento e ristrutturazione, ma fu solamente con il progetto di Michele Sanmicheli del 1528 che Legnago cominciò a trasformarsi in un borgo fortificato.
La nuova cerchia muraria si estendeva a forma di stella attorno al nucleo originario del paese e attorno al quartiere di Porto, sulla sponda sinistra del fiume. Comprendeva sei bastioni (tre per Legnago, tre per Porto) e cinque porte. Tre di esse erano situate presso la sponda destra dell'Adige: da nord a sud, rispettivamente Porta San Martino (o Veronexa, l'entrata principale della città), Porta Mantova (o Porta Nuova) e Porta Ferrara. Porto era invece servito da Porta Padova, a nord, e da Porta Stupa, a sud. I bastioni erano invece nominati Bastione San Martino, San Giovanni, San Bernardo (sulla sponda di Legnago, da nord a sud rispettivamente), Bastione di Sopra, Bastione San Pietro e Bastione di Sotto (sulla sponda di Porto, da nord a sud rispettivamente). Le mura furono costruite utilizzando diversi materiali: mattoni, ciottoli fluviali, pezzame laterizio e calcare bianco.
Il territorio corrispondente alla Rocca fu adibito a piazza. Solamente il Torrione, bastione maestro della fortezza originaria, rimase in piedi al centro di essa. Lo spazio così creato divenne la Piazza Maggiore (rinominata Piazza Vittorio Emanuele II dopo l'Unità d'Italia e Piazza della Libertà nel 1945) del borgo, su cui sorsero il Duomo di San Martino (edificato nel 1811) e la sede municipale. Il Torrione fu circondato fino al 1945 da palazzi dalle forme classiche, tra cui l'edificio della Borsa. Gli edifici furono abbattuti in seguito ai bombardamenti della seconda guerra mondiale e lo spazio ricavato dalla demolizione ospita oggi un parco.

## Storia

### La Rocca di Legnago
I due castelli di Legnago e di Porto furono costruiti sulle sponde opposte del fiume Adige attorno al X secolo. La fortezza e il borgo sorto accanto ad essa, inizialmente indipendenti, passarono sotto il dominio diretto del vescovo di Verona e successivamente al comune della città, il 27 febbraio 1208. Il periodo che ne seguì vide le signorie venete alternarsi il dominio di Legnago. Ezzelino III da Romano conquistò la città nel 1231, annettendola ai domini della Marca Trevigiana. Una successiva insurrezione dei legnaghesi liberò il luogo dal "tiranno" Ezzelino, e la piena indipendenza fu riconosciuta alla città nel 1259 dal signore di Ferrara Azzo VII d'Este.
L'indipendenza fu di breve durata. Con l'affermazione della potenza Scaligera alla fine del Duecento, il paese tornò sotto dominio veronese (1277). Solo l'intervento di Giangaleazzo Visconti, signore di Milano, aprì, un secolo più tardi, un nuovo spiraglio di libertà. Sconfitto l'esercito Scaligero, i Visconti concedettero la libertà ai comuni di Legnago e Porto, il 3 agosto 1390. Fu in quel periodo che la Rocca, danneggiata in seguito alle numerose guerre, fu sottoposta a una completa ristrutturazione. I lavori di fine XIV secolo trasformarono l'edificio nella fortificazione di cui sono ancora oggi visibili i resti (il Torrione).
Il tramonto del Medioevo vide imporsi nella zona la sempre più inarrestabile potenza veneziana. La repubblica marinara strappò definitivamente le fortezze gemelle alle litigiose signorie della zona il 12 luglio 1405, dopo due brevi domini degli Scaligeri e dei Carraresi. La dominazione veneziana, avvenuta agli inizi del XV secolo e cessata solamente con la dominazione francese del 1796, portò nella regione nuove dinamiche di tensioni e guerre. Tra le vicende più disastrose per il borgo veneto vi fu l'unione della Serenissima alla Lega di Cambrai, avvenuta il 14 maggio 1509. La posizione strategica di Legnago sul fiume Adige e la presenza delle due possenti rocche rendevano la cittadina un punto nevralgico della guerra, nonché un epicentro della difesa dell'entroterra veneziano. Fu in quell'occasione che un nuovo strato di fortificazioni fu edificato per rinforzare le precedenti mura già esistenti dall'età medievale. L'intervento non fu sufficiente a risparmiare la fortezza dalla devastazione del conflitto. Nel 1517, Venezia, Spagna, Inghilterra e Francia firmarono un armistizio che pose fine a otto anni di sanguinosi scontri. in virtù di essa, Verona e il suo territorio - compreso Legnago - furono ceduti alla Francia che, a sua volta, li cedette nuovamente a Venezia.
L'alba del XVI secolo, dunque, vedeva Legnago trasformato in un cumulo di macerie. La Rocca di Porto era ormai cadente, mentre quella di Legnago era ridotta in tale stato che Venezia decise di demolirla definitivamente, lasciando integri solamente due torrioni.

### Le mura cinquecentesche
La ricostruzione fu lenta e difficile. Parecchi furono i piani di ricostruzione bocciati dalle commissioni incaricate. Solo nel 1528 fu approvato un progetto finale per l'edificazione di nuove mura e la trasformazione delle rovine che erano stare il borgo. Fu l'architetto veronese Michele Sanmicheli a progettare e sovrintendere i lavori di ricostruzione, che proseguirono fino al 1540. Già autore di numerose opere in tutto il territorio veronese (tra cui il progetto di Porta Nuova e la ristrutturazione del Castello di Bevilaqua), Sanmicheli progettò un sistema difensivo alla moderna. Con cinque porte e una nuova cerchia di mura che si estendeva attorno all'intero centro abitato su entrambe le rive dell'Adige, i nuovi bastioni trasformarono il paese in una vera e propria roccaforte di età moderna.
Gli eventi che seguirono la grande ricostruzione cinquecentesca videro un progressivo decadimento della città-fortezza per tutto il Seicento e il Settecento. Alla crisi economica dovuta agli ingenti debiti della cittadinanza si aggiunse il sempre maggior declino della potenza veneziana nel contesto italiano ed europeo. Negli ultimi decenni del XVIII secolo, l'aristocrazia della Serenissima si rese conto della propria ormai innegabile debolezza. Volendo sopravvivere con ogni mezzo, assunse un più rigido controllo dei domini sulla terraferma, revocando alle comunità (tra cui quella legnaghese) gli ultimi resti effettivi di un'apparente autonomia.
Legnago divenne dominio francese l'8 luglio 1796, quando le truppe napoleoniche che da mesi imperversavano in tutto il nord Italia occuparono la fortezza. il 10 luglio entrò in città Napoleone Bonaparte stesso, accolto con spavento dai cittadini, già terrorizzati dagli scontri avvenuti precedentemente. Da quel momento, fino alla tregua avvenuta con il Trattato di Campoformio del 17 ottobre 1797, la situazione seguì essendo molto instabile. Scontri tra francesi e austriaci si susseguirono per tutti i mesi successivi, mentre Venezia perdeva gradualmente sempre più terreno nell'entroterra veneto. Campoformio, punto di svolta per le sorti della campagna, rappresenta il più importante punto di cesura per la storica unità territoriale del legnaghese. Difatti, il confine tra la neonata Repubblica Cisalpina (francese) e il Veneto (passato sotto la dominazione austriaca) fu fissato lungo il fiume Adige fino all'imboccatura con il Canal Bianco. La fortezza, fino a quel momento unica, venne divisa in due: la riva sinistra, con la fortezza di Porto, veniva così a situarsi sotto la dominazione austriaca, mentre la sponda destra e la fortezza di Legnago rimanevano in mani francesi. La divisione pattuita dal trattato fu modificata il 9 febbraio 1801 con il trattato di Luneville (dopo la seconda campagna di Napoleone in nord Italia) spostando il confine tra i due stati all'intero corso dell'Adige, dalle sorgenti alla foce. Nello stesso anno, cominciarono i lavori per il rinforzo delle mura e per la costruzione di un campo trincerato. Le opere di costruzione, che richiedevano l'abbattimento di un gran numero di edifici, procedettero a rilento e furono terminati nel 1813 solo parzialmente. Legnago e Porto rimasero due paesi divisi per tutto il periodo della dominazione napoleonica in Italia.
Con la caduta di Napoleone, il Congresso di Vienna pose fine alla quasi ventennale occupazione francese. Legnago e Porto, nel 1815, tornarono ad essere due parti di un solo borgo fortificato, entro i confini di un unico stato. Il Veneto venne assegnato all'Impero Austriaco, che ne pose i territori entro i confini del Regno Lombardo-Veneto. La presenza dei bastioni cinquecenteschi rendeva Legnago un punto strategico fondamentale e, in virtù di questo vantaggio, esso entrò a far parte del Quadrilatero, assieme alle altre tre fortezze di Verona, Mantova e Peschiera. Durante la dominazione austriaca, nel borgo furono edificate varie caserme, un arsenale e un ospedale militare.
La fortezza di Legnago divenne nuovamente un punto nevralgico nel territorio veneto durante tutto il periodo del Risorgimento. A partire dal 1819, la roccaforte fu rinforzata nelle sue strutture con opere provvisorie e messa in stato d'allarme. Nello stesso anno essa venne elevata a piazza di secondo grado. I lavori si rivelarono particolarmente necessari durante la Prima e la Seconda Guerra d'Indipendenza, quando le rocche del Quadrilatero furono ampiamente sfruttate per le operazioni militari. Nel 1948, la cittadina di Legnago fu investita dai moti che interessarono l'intera Europa e impiegò gli anni seguenti a rinforzare le fortificazioni. Le insurrezioni cominciarono il 20 marzo, ma la sua libertà fu di breve durata: quindici giorni dopo fu occupata nuovamente dagli austriaci, che riportarono il borgo sotto il dominio imperiale.
La presenza austriaca a Legnago e in tutto il Veneto resistette alla Seconda Guerra di Indipendenza e durò fino al 3 ottobre 1866. Con la Pace di Vienna l'Impero Austriaco cedette il Veneto al Secondo Impero Francese di Napoleone III, il quale lo consegnò a sua volta a Vittorio Emanuele II, perché fosse unito al Regno d'Italia. L'11 ottobre 1866 il generale Le Boeuf, a nome dell'Imperatore dei Francesi, consegnò al legnaghese Pietro Avrese la chiave della fortezza.

### L'abbattimento
Gli anni che seguirono l'annessione al Regno d'Italia videro una notevole crescita di Legnago al di fuori delle mura del Sanmicheli. Si sentì infatti la necessità di espandere il borgo e di migliorare i collegamenti stradari e ferroviari con i nuclei abitativi del territorio. La cerchia muraria fu infine abbattuta nel 1887, in seguito alla disastrosa rotta dell'Adige del 1882, che devastò numerose abitazioni. Già danneggiate dalla piena del fiume, le mura non furono riportate all'integrità. Quando i comandi militari dovettero decidere se sistemare o meno gli antichi bastioni, giunsero alla conclusione che, avendo Legnago perso la propria importanza strategica, non era necessario ripristinarli. La prima parte ad essere demolita nel 1887 fu il tratto da Porta Mantova a Porta Ferrara. Negli anni successivi, il resto delle fortificazioni fu abbattuto per fare spazio a nuovi edifici, sia attorno a Legnago che a Porto, sulla sponda opposta del fiume.
Ad oggi delle mura del Sanmicheli non rimangono che brevi tratti. Una porzione di mura rimasta intatta si trova nell'area un tempo ospitante le Cantine Peternella, a sud-est del centro. I resti del Bastione San Martino sono invece situati sotto l'Istituto Canossiano, inaccessibili al pubblico. Ulteriori tratti sono stati recuperati tramite scavi successivi e sono oggi visibili in Via Matteotti e Via Leopardi.

## Gli scavi del 2004
Nel 2004, in seguito ad alcuni lavori effettuati dal Comune di Legnago per la sistemazione di Corso della Vittoria, tornarono alla luce i resti delle fondamenta di Porta Mantova, fino a quel momento nascosti sotto il suolo stradale. Il sito si trovava in buono stato di conservazione e occupava una superficie di circa 380m2. La porta, rivestita di pietra bianca veronese, era stata demolita nel 1887 assieme al tratto di mura che, partendo da essa, arrivava a Porta Ferrara, a sud. Corso della Vittoria rimase chiuso dal 2003 al 2011, esponendo alla comunità legnaghese i resti del proprio passato. Nel dicembre del 2011, tuttavia, le rovine furono nuovamente interrate per ordine del consiglio comunale. L'operazione fu probabilmente causata dalle esigenze di viabilità nel centro cittadino: l'area occupata dagli scavi fu infatti ricoperta di teli protettivi e sotterrata, restituendo spazio al traffico. La carreggiata che occupa tuttora il sito degli scavi è lastricata di pietra bianca di Vicenza, porfido e ciottoli. Lastre e cubetti furono disposti in modo da riprodurre, in superficie, la pianta delle fondamenta dell'antica porta. La passata presenza delle rovine è inoltre segnalata da un cartello informativo. La strada fu ufficialmente riaperta l'8 settembre 2012.